# Rosas (canción)
«Rosas» es una canción de la agrupación musical española La Oreja de Van Gogh (tercer sencillo de su álbum Lo que te conté mientras te hacías la dormida). Está considerada, entre otras, como una de las canciones más recordadas y memorables del grupo.

## Acerca de la canción
La canción se publicó como sencillo, además de estar listada en tercer lugar canción en el álbum Lo que te conté mientras te hacías la dormida. Se mantuvo una semana en lo más alto de la lista de Los 40 (del 22 al 29 de noviembre) y tuvo una gran repercusión en el panorama musical de toda España, llegando a ser clasificada como una de las mejores canciones del pop en español de toda la historia. [cita requerida] De la actualidad, se sigue considerándose un clásico y muchos aficionados la consideran una de las mejores (o incluso la mejor) canción del grupo.
La canción cuenta la historia de una persona que no afronta que su relación ha acabado y sigue esperando ilusionada a que su ser amado llegue con un ramo de rosas que simboliza los gestos románticos y la importancia de los pequeños detalles en el cariño y el amor. Se hace un guiño a la novela Tiempo de Silencio de Luis Martín Santos en el verso "resumiendo con prisas Tiempo de Silencio".
Xabi San Martín comentó en un podcast en 2024, que escribió primero la letra y fue ajustando después para encajar con la melodía y se inspiró después de terminar una relación de 2 o 3 años en la que él precisamente se sentía culpable con su ex.
Esta composición empezó a ser interpretada por el grupo en la gira Lo que te conté mientras te hacías la dormida. Hasta la fecha, sigue siendo interpretada por la última vocalista, Leire Martínez. Sin embargo, Amaia Montero la interpreta a su vez en sus conciertos en solitario.
En 2009, también fue versionada para el álbum Nuestra casa a la izquierda del tiempo, siendo interpretada junto a la Orquesta Sinfónica de Bratislava.
En 2013 se incluyó en el álbum en directo Primera fila.
Su clave o nota es La mayor (A)

## Videoclip
El videoclip se rodó en las ciudades de México y Madrid durante una visita promocional en 2003; se estrenó en España el 26 de septiembre del mismo año. Empieza en una habitación en la que aparece cantando Amaia Montero y el resto del grupo moviéndose de un lado para otro (junto con varias personas más). Hay tomas en las que el grupo aparece en un escenario y escenas grabadas en las calles de la Ciudad de México, como Tacuba o Paseo de la Reforma.
El videoclip cuenta con más de 1.000 millones de reproducciones en YouTube.

## Sencillos
El sencillo en CD alcanzó grandes ventas. Incluía el tema original, más dos remixes a modo de bonustrack. También se editó otro sencillo en formato CD con la versión en vivo, el cual alcanzó la posición máxima en cinco listas. [cita requerida] En noviembre de 2016, AMPROFON certificó la canción como Disco de Oro en México debido a las más de 30.000 descargas digitales.

## Versiones
Existen distintas versiones de la canción "Rosas", la primera por la cantante alternativa mexicana Bruses, también dos versiones en regional mexicano y banda por los artistas Porte Diferente & Perdidos de Sinaloa. En el 2023 una nueva versión de "Rosas" fue lanzada por los cantantes Loic y Mario. La banda también saco dos versiones de "Rosas" con su actual vocalista Leire Martínez, una para el álbum "Nuestra casa a la izquierda del tiempo" junto a la Orquesta Sinfónica de Bratislava, la otra versión es en vivo para su álbum Primera fila: La Oreja de Van Gogh.

## Posicionamiento en listas
| Listas (2003)                           | Posición |
| --------------------------------------- | -------- |
| Billboard Hot Latin Songs               | 4        |
| Billboard Latin Pop Songs               | 4        |
| España (Promusicae)                     | 1        |
| Argentina Top 100 [cita requerida]      | 1        |
| Colombia Singles Chart [cita requerida] | 1        |
| Ecuador Singles Chart [cita requerida]  | 3        |
| México Top 20                           | 1        |
| Paraguay Singles Chart [cita requerida] | 1        |
| Portugal Top 50 [cita requerida]        | 31       |
| Uruguay Top 50 [cita requerida]         | 1        |
| Peru Top Ten [cita requerida]           | 1        |
| Chile Top 20 [cita requerida]           | 1        |
| Francia Top 100 [cita requerida]        | 45       |

### Rendminiento en listas 2024
| País      | Lista                       | Mejor posición |
| América   | América                     | América        |
| --------- | --------------------------- | -------------- |
| Argentina | Billboard Argentina Hot 100 | 68             |
| Colombia  | Billboard Colombia Songs    | 22             |
| Ecuador   | Billboard Ecuador Songs     | 17             |
| Perú      | Billboard Peru Songs        | 23             |
| Europa    |                             |                |
| España    | PROMUSICAE                  | 46             |